# 王東宸
王 東宸（ワン・ドンチェン、2000年6月1日 - ）は、中国の男子バレーボール選手である。

## 来歴
中国出身。
2017年、中国ユース代表としてアジアユース選手権に出場。ベストミドルブロッカー賞を受賞した。
2018年より北京自動車でプレー。2021年、中国スーパーリーグでチームの優勝に貢献し、ベスト6を受賞した。
2022年、中国代表に選出され、ネーションズリーグに出場した。同年、日本のV.LEAGUE DIVISION1(V1)に所属するウルフドッグス名古屋に入団した。
2025年5月に退団が発表された。

## 球歴
- 中国代表（2022年-）
  - ネーションズリーグ - 2022年
- U17中国代表
  - アジアユース選手権 - 2017年

## 所属チーム
- 北京自動車 (zh) （2018-2022年）
- ウルフドッグス名古屋 （2022-2025年）

## 受賞歴
- 2017年 - アジアユース選手権 ベストミドルブロッカー賞
- 2021年 - 2020/21中国バレーボールリーグ ベスト6